# Ewangelia Mateusza
Ewangelia według świętego Mateusza, pot. Ewangelia Mateusza (skrót: Mt lub Mat) – jedna z czterech Ewangelii Nowego Testamentu, której autorstwo tradycyjnie przypisywano Mateuszowi Ewangeliście. Umieszczana w kanonie Nowego Testamentu jako pierwsza. Ewangelia Mateusza należy do ewangelii synoptycznych. Miejsce powstania Ewangelii nie zostało dotąd rozstrzygnięte i jest przedmiotem nieustającej debaty wśród biblistów. Oryginalny język Ewangelii (hebrajski, aramejski, grecki) jest również przedmiotem dyskusji uczonych. Zwykle datuje się ją po roku 70, choć nie brak biblistów opowiadających się za wcześniejszym datowaniem.
Ewangelia Mateusza częściej niż inne cytuje Stary Testament, częściej nawiązuje do zwyczajów i tradycji żydowskich. Autor usiłuje wykazać, że Jezus jest oczekiwanym Mesjaszem. Uważa się, że autor pisał swą Ewangelię dla Żydów.

## Treść i struktura

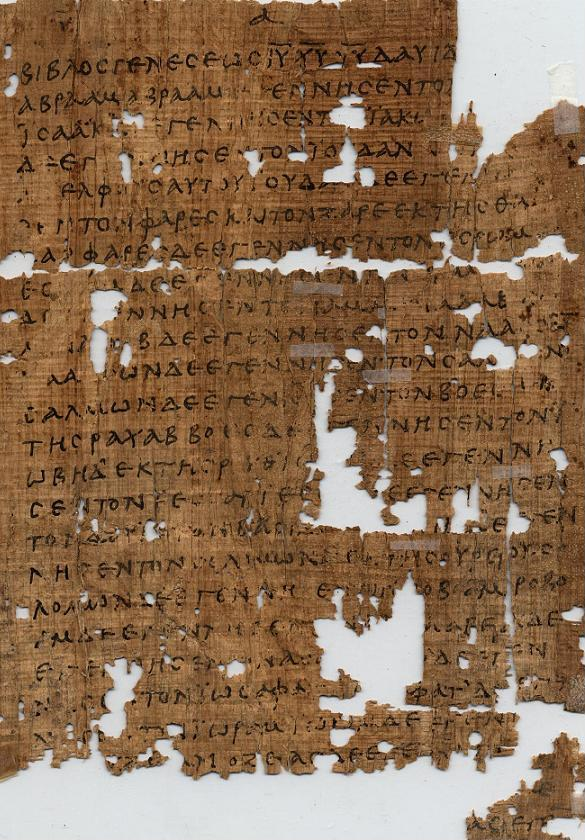
Papirus 1 z tekstem Mat 1,1–9

Podobnie jak w przypadku innych ksiąg Nowego Testamentu Ewangelia Mateusza dzielona jest na kilka sposobów. Wielu znanych biblistów opowiada się za pięcioczłonową strukturą Mateusza. Sugeruje się, że Mateusz nawiązuje do Pięcioksięgu. Każda z tych części kończy się powtarzającą się formułą: „I stało się, gdy Jezus dokończył tych mów” (7,28; 11,1; 13,53; 19,1; 26,1). Formuła ta wieńczy pięć długich mów Jezusa i nie jest stosowana w innych miejscach Ewangelii. Prawdopodobnie autor użył jej, by podzielić swoje dzieło na pięć części, podobnie jak pięć ksiąg Tory, pięć części Eklezjastyka, pięć części w Księdze Przysłów, pięć części Księgi Psalmów.
1. Kazanie na górze (5,3–7,29)
2. Mowa misyjna (10,5-42)
3. Mowa o królestwie niebieskim – przypowieści (13,1–52)
4. Mowa do uczniów o życiu wspólnoty (18,1–35)
5. Mowa przeciw uczonym w Piśmie i faryzeuszom oraz mowa o dniach ostatecznych (23,1–25,46)

Owe pięć części stanowią zasadniczy zrąb dzieła Mateusza, poprzedzony został opisem dzieciństwa, a zakończony opisem męki i zmartwychwstania Jezusa. Dlatego co niektórzy twierdzą, że w istocie Ewangelia Mateusza dzieli się na siedem części – dramat w siedmiu aktach.
J.D. Kingsbury oraz jego uczeń D.R. Bauer zaproponowali podział księgi w oparciu o zwrot „Odtąd zaczął Jezus” zastosowany dwukrotnie, w Mt 4,17 oraz 16,21. Formuła ta ich zdaniem wyznacza punkty zwrotne w Ewangelii. W efekcie tego powstaje podział na trzy części:
1. Osoba Jezusa (1,1–4,16)
2. Zwiastowanie Jezusa (4,17–16,20)
3. Pasja Jezusa (16,21–28,20)[6].

## Autorstwo

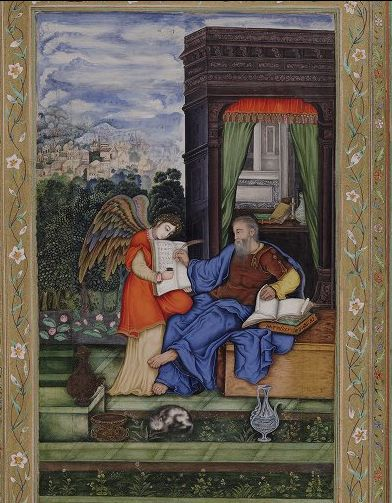
Mateusz spisujący Ewangelię w muzułmańskiej miniaturze

Tradycja wczesnochrześcijańska przypisuje autorstwo księgi Lewiemu Mateuszowi, synowi Alfeusza, jednemu z dwunastu apostołów, wcześniejszemu poborcy podatkowemu. Stanowisko to zostało poświadczone przez starochrześcijańskich autorów (Papiasz, Ireneusz, Orygenes).
Tradycyjne stanowisko zostało podważone w XIX wieku, uznano, że Mateusz nie jest jednym z dwunastu i nie jest naocznym świadkiem, a Lewi i Mateusz to różne osoby. Uważa się dziś, że autor najprawdopodobniej był Żydem, gdyż kładzie wielki nacisk na posłuszeństwo wobec Prawa, często odwołuje się do Starego Testamentu, na zwyczaje żydowskie oraz ze względu na semityzmy. Najprawdopodobniej posiadał znajomość języka hebrajskiego lub aramejskiego.
Nie brak jednak prób broniących tradycyjnego stanowiska. Stawia się pytanie, dlaczego opisane zostało powołanie Lewiego, jeżeli nie jest apostołem. Szereg danych wskazuje na to, że autor był poborcą podatków, apostołem i naocznym świadkiem. Autor, jeżeli tylko dotknie problemu podatków, wyraża się precyzyjnie. Stosuje takie sformułowania jak „pieniądz podatkowy” (22,19), „poborcy dwudrachmy” (17,24–27), wie, że w pobliżu Kafarnaum była komora celna (9,1.9), wie, że robotnikowi płaci się jednego denara dziennie (20,2), a podatek świątynny równa się dwudrachmie ateńskiej. Autor wie, że stater równa się czterem drachmom. Pomimo tego wśród współczesnych uczonych dominuje opinia, że dane te są sporadyczne i słabe.
Wedle tradycyjnego poglądu Ewangelia Mateusza powstała jako pierwsza wśród Ewangelii. Teza ta sięga początków Kościoła (Orygenes) – stąd kolejność wśród pism Nowego Testamentu, gdzie Ewangelia Mateusza jest pierwsza. Dzisiaj ten pogląd jest mniej rozpowszechniony. Według przeważającej opinii współczesnych biblistów autor pisząc swoją Ewangelię korzystał prawdopodobnie z Ewangelii Marka powstałej najwcześniej, ponadto ze źródła Q oraz źródła specjalnego znanego tylko Mateuszowi.

## Miejsce powstania
Według dawnego poglądu Ewangelia Mateusza powstała w Palestynie (w Jerozolimie) i przeznaczona była dla chrześcijan nawróconych z judaizmu. Lokalizacja ta jest dziś niemal powszechnie odrzucana, ponieważ wymaga datowania Ewangelii na datę wcześniejszą niż rok 70, jest też mało prawdopodobnym, by w tym środowisku Ewangelia mogła być pisana w innym języku niż aramejski.
Wskazywano również na Antiochię Syryjską lub Syrię. Na rzecz tej hipotezy przemawia łatwość dostępu do tradycji galilejskiej, która po roku 70. była przechowywana głównie w Syrii. Obecnie wielu uczonych opowiada się za Antiochią, m.in. z uwagi na rolę jaką odgrywa Piotr w Ewangelii, a także ze względu na fakt, że tutaj znajdowała się liczna diaspora żydowska. Ponadto, jak na ogół się sądzi, po raz pierwszy Ewangelia ta poświadczona została w listach Ignacego z Antiochii i jedynie w Antiochii oraz Damaszku stater był równoważny dwom didrachmom (17, 24-27).
S.G.F. Brandon (w 1957) uważał, że pierwsza Ewangelia powstała w Aleksandrii. Propozycja ta miała charakter alternatywy wobec Antiochii. Jako argument podał ten, że Mateusz stosuje fundamentalną teologię, podczas gdy w Antiochii dominowała teologia liberalna. Ponadto w Antiochii powstała Ewangelia Łukasza, co jego zdaniem również wyklucza możliwość powstania Mateusza w Antiochii.
Według B.T. Viviano (1979) najwłaściwszym miejscem powstania jest Cezarea, ze względu na polemikę Ewangelii z faryzeuszami oraz sformalizowanym judaizmem. Sądził też, że powstała w mieście portowym. Powoływał się też na świadectwa późno-patrystyczne.
G.D. Kilpatrick odrzucał hipotezę antiocheńską, ponieważ jego zdaniem Ignacy Antiocheński nie czyni żadnej aluzji do Ewangelii Mateusza. Jezioro Galilejskie nie jest nazywane morzem (8,32; 14,28–29), jak u Marka, Markowa syrofenicjanka (Mk 7,26), staje się u Mateusza kananejką (15,22). Sądził, że powstała w Fenicji, najprawdopodobniej w mieście portowym, Tyrze albo Sydonie.
H.D. Slingerald wskazywał na Transjordanię ponieważ według Mt 19,1 Judea leży po drugiej stronie Jordanu. Drugim tekstem na który się powoływał jest 4,15, który określa ziemie Zabulona i Naftalego jako leżące po drugiej stronie Jordanu. Slingerald argumentuje, że zarówno paralelny tekst w Mk 10,1, jak i tekst w Iz 8,23 zawierają spójnik και (Septuaginta). Usunięcie tego spójnika oznacza, że autor znajduje się na wschód Jordanu i ma wschodnią perspektywę.
R.T. France uważa, że najbardziej prawdopodobnym miejscem powstania jest Syria lub Palestyna. Dokładniejsze wskazanie nie jest możliwe, nie jest też ważne dla badań nad Ewangelią. Większość uczonych uważa, że powstała w środowisku judeo-chrześcijańskim.

## Datowanie

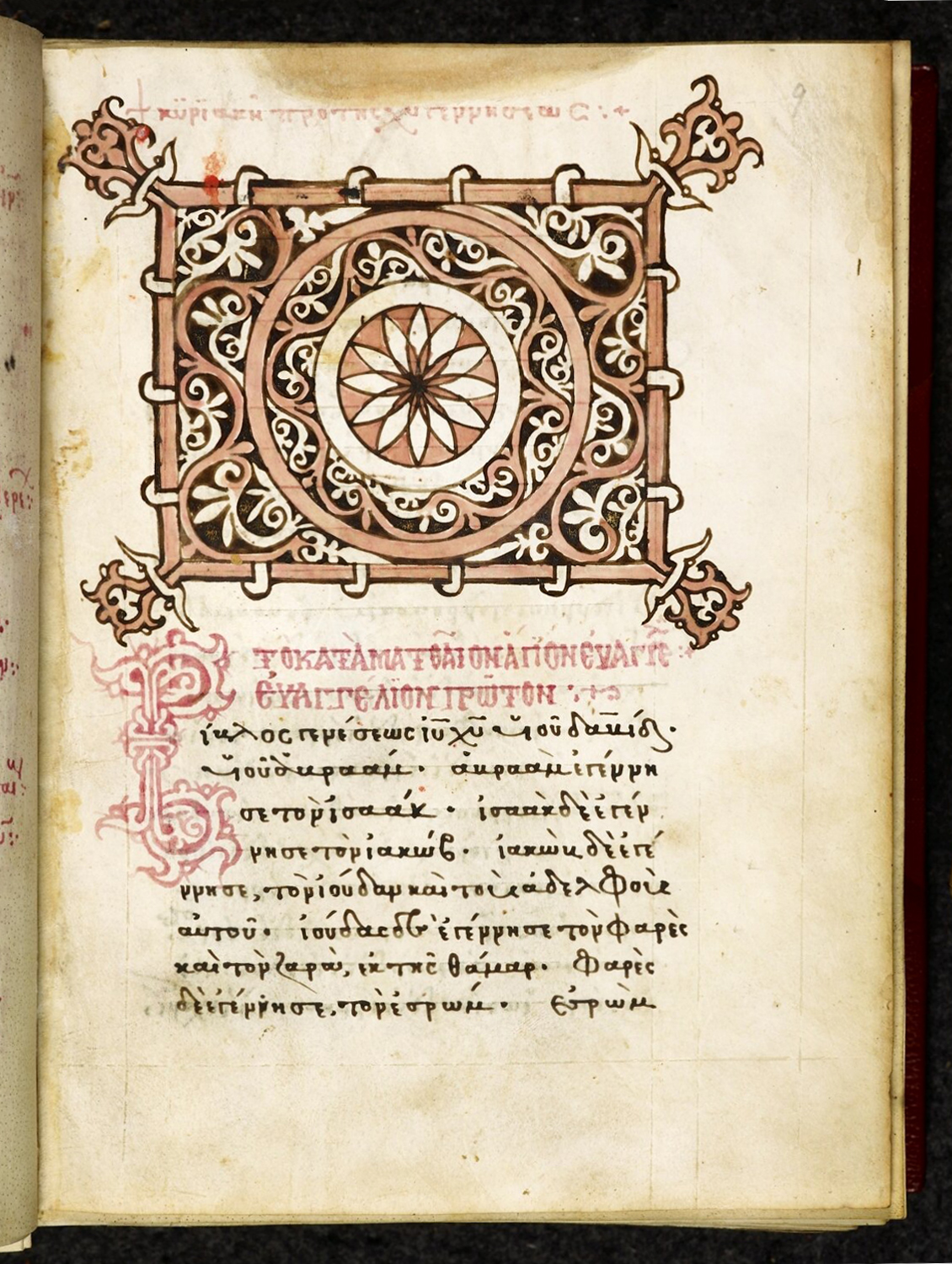
Początek Mateusza w minuskule 447 (GA), XV w.

Średniowieczna tradycja wskazywała na „ósmy rok po śmierci Pana” (bądź szósty). Nowożytna egzegeza przesunęła datowanie na późniejsze lata (Mill – 61, Moldenhawer – 61 lub 62, Grocjusz oraz Wettstein – 41 rok).
W XIX wieku, za sprawą szkoły tybingeńskiej, datowanie przesunięto na koniec I wieku. Obecnie zdecydowana większość uczonych datuje Ewangelię na lata 70–100, często wskazując na rok 85 jako prawdopodobny, ponieważ był to czas kiedy nastąpił definitywny rozłam pomiędzy kościołem a synagogą. Zawarta w Ewangelii polemika z judaizmem faryzejskim (który zaczął dominować ok. 80 r. n.e.) najlepiej odpowiada okresowi pomiędzy 80. a 90. rokiem. Uważa się, że Mateusz nie mógł napisać swej Ewangelii przed rokiem 70, ze względu na aluzję do zniszczenia Jerozolimy („miasto ich spalił” – Mt 22,7).
Jedynie bardzo nieliczni bibliści bronią tradycyjnego poglądu. Należy do nich John Arthur Thomas Robinson (1919–1983), anglikański biblista, zdaniem którego pierwsza Ewangelia napisana została w latach 40-60, a najpóźniejszą możliwą datą jest rok 62 (lub niewiele później). John William Wenham (1913–1996), inny anglikański biblista, również był zwolennikiem wczesnego datowania Ewangelii.
Jean Carmignac (1914–1986), francuski biblista i qumranista, był zdania, że hebrajski Mateusz powstał w 50 roku, natomiast grecki przekład dokonany został w latach 55-60. Stanowisko to zostało wsparte przez niemieckiego paleografa, Thiede'go, który usiłował datować papirus magdaleński ({\displaystyle {\mathfrak {P}}}64) (zawierający fragment Ewangelii Mateusza) przed rokiem 68, spotkało się to jednak ze zdecydowanym sprzeciwem ze strony innych paleografów. Rękopis ten datowany jest na przełom II i III wieku.
Robert Horton Gundry, ewangelikalny biblista, polemizuje z podstawowym argumentem zwolenników późnego datowania, że tekst Mt 22,8-9 zawiera jakąkolwiek aluzję do wydarzeń roku 70. Uważa, iż takie postawienie sprawy prowadzi do wniosku, że misja wśród pogan nawet się nie zaczęła.
Richard Thomas France (ur. 1938), anglikański biblista, faworyzuje pogląd, że Ewangelia powstała przed rokiem 70, przyznaje jednak przy tym, że jedynie nieliczni bibliści bronią tego poglądu, jakkolwiek stanowisko to zyskuje zwolenników (Gundry, Noland). Głównym podawanym argumentem jest obecność anty-świątynnej tematyki w Ewangelii. France przyznaje, że argument ten ma niewielką wartość egzegetyczną. France powołuje się też na świadectwa patrystyczne, które wykluczają powstanie po roku 65.

## Oryginalny język Ewangelii

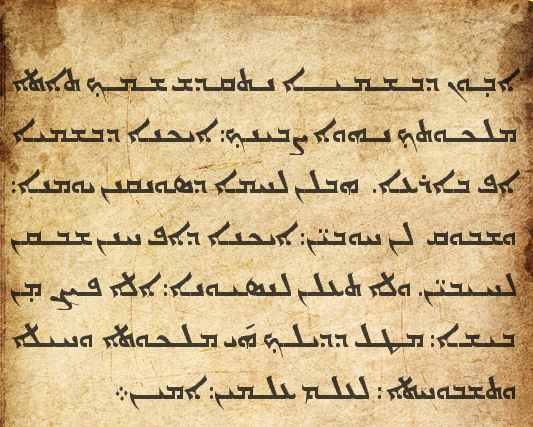
Modlitwa Pańska w jęz. aramejskim

### Semicki
Według dawnej egzegezy katolickiej przyjmowano, że Ewangelia Mateusza została napisana po aramejsku lub hebrajsku, a dopiero później przetłumaczona na grekę. Tezę tę potwierdza świadectwo Papiasza z początku II wieku o mowach Jezusa spisanych przez Mateusza w języku hebrajskim. Pogląd ten podzielali Orygenes i Ireneusz. Takie przekonanie istniało w Kościele od początku drugiego wieku. Hebrajski tekst tej Ewangelii miał zabrać do Indii Bartłomiej. Natomiast Hieronim poświadcza, iż tekst ten jeszcze w V wieku znajdował się w bibliotece w Cezarei Palestyńskiej. Hebrajski tekst Mateusza był w posiadaniu ebionitów, którzy na swoje potrzeby dokonali wielu przeróbek. Ich poprawioną wersję nazywano Ewangelią Hebrajczyków lub Ewangelią Ebionitów. Księga ta była pisana przede wszystkim z myślą o Żydach. Najprawdopodobniej sam tekst modlitwy Ojcze nasz został zapisany w języku hebrajskim, a nie aramejskim, gdyż odmawiane modlitwy podane żydowskim słuchaczom musiały być odmawiane w tym właśnie języku.
Opinię o aramejskim oryginale Ewangelii Mateusza podzielali między innymi: Tregelles, F. Spadafora, George M. Lamsa, a także niektórzy polscy uczeni: Tadeusz Sinko, Eugeniusz Dąbrowski.
Za hebrajskim oryginałem opowiadali się Delitzsch, G. Aichler, H.J. Cladder oraz współcześni: J. Carmignac i J.A.T. Robinson.

### Grecki
Erazm jako pierwszy zakwestionował tradycyjny pogląd twierdząc, że Ewangelia Mateusza została napisana od razu w języku greckim. Stanowisko to zostało zaaprobowane przez wielu nowożytnych egzegetów.
Język oraz styl są zbyt jednolite, aby tłumacz mógł tego dokonać, a poprawna greka daje wrażenie oryginału. Semityzmy Mateusza nie są liczniejsze od semityzmów Marka i Łukasza. Występują w niej typowo greckie konstrukcje, liczne zdania podrzędne i częste używanie genetivus absolutus. Występują w niej typowo greckie terminy, niemające odpowiedników w języku hebrajskim, takie jak: parousia, palingenesia, kosmos. Cytaty, niemające odpowiedników u synoptyków, mają pewne cechy zarówno Septuaginty, jak i tekstu masoreckiego. Starotestamentowe cytaty, o ile są wspólne z pozostałymi synoptykami, są zgodne z Septuagintą.

### Inne rozwiązania
Na początku XIX wieku, Robert Townson, uznał, że argumenty przemawiające na rzecz semickiego, jak i hebrajskiego oryginału są zbyt silne, by je ignorować i dlatego zaproponował, że Ewangelista skomponował swoją Ewangelię w dwóch językach: hebrajskim i greckim.
Henry Clarence Thiessen (1883–1947), biblista z Wheaton College, uważał, że Mateusz sporządził swą Ewangelię w dwu językach, najpierw w aramejskim, następnie w greckim. Thiessen bazował na świadectwie Papiasza.
G. Howard odtworzył tekst Ewangelii Mateusza z żydowskiego traktatu „Szem Toba”, napisanego około 1380 roku. Na podstawie własnych analiz językowych uważa, że hebrajszczyzna tego tekstu ma cechy języka używanego w Księdze Syracha oraz pismach qumrańskich. Howard jednak nie twierdzi, że znaleziony przezeń tekst, to tekst oryginalny Mateusza. Jego zdaniem oba teksty mogły zostać zredagowane oddzielnie w dwóch różnych językach (analogicznie do dzieła Flawiusza, Wojna żydowska).

## Styl Mateusza

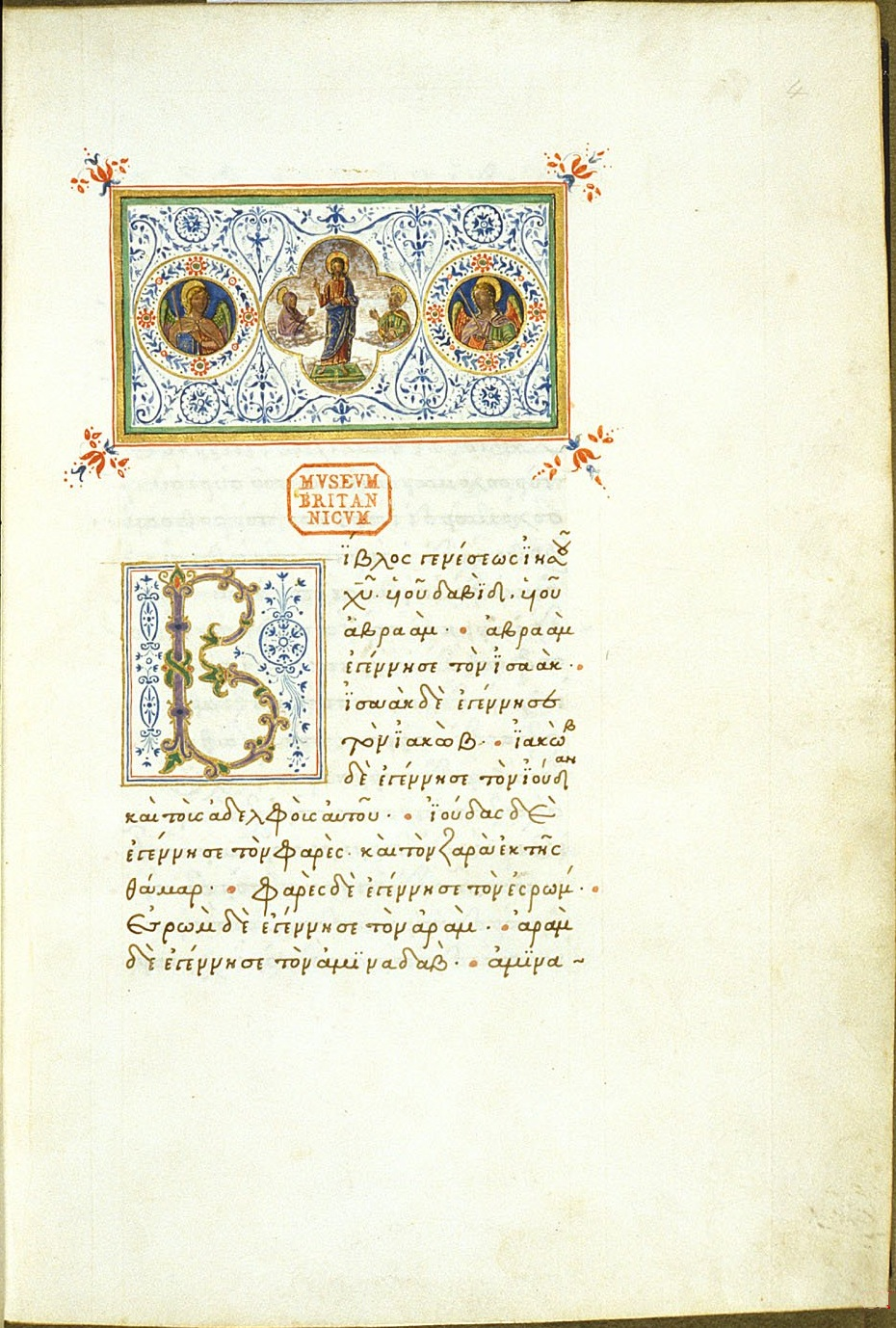
Pierwsza strona Mateusza w minuskule 448 (GA), rok 1478

### Słownictwo
Słownictwo Ewangelii Mateusza obejmuje 1691 słów, z czego 137 to hapax legomena (8,10%). Charakterystyczne dla pierwszego Ewangelisty są paralelizmy. Pojawiają się inkluzje, chiazmy, redakcyjne rozszerzenia i dodatki. Typowe dla judaizmu upodobanie do liczb.
Spójniki greckie μεν… δε występują u Mateusza (20 razy) częściej niż u Łukasza (7 razy). W grece koine często mieszano przyimki εις i εν (εις niejednokrotnie był łączony z dativem), Mateusz tego nie robi. W Mateuszu zawsze wyraża kierunek ruchu, zachowując tym samym klasyczne znaczenie tego słowa. W koine czasowniki zakończone na -μι zamieniane były czasownikami na -ω. Dlatego Łukasz stosuje popularną w owym czasie formę αμφιαζω, Mateusz natomiast stosuje klasyczne αμφιεννυμι.

### Semityzmy
Stosowanie arameizmów: mamona (6, 24), hosanna (21, 9. 15), raka (5, 22), Beelzebul (10, 25), korban (27, 6). Większość Mateuszowych semityzmów występuje w Septuagincie, liczba semityzmów niewystępujących w Septuagincie jest niewielka (np. „Królestwo Niebios”).
Wyszczególniono kilka typowych idiomów aramejskich oznaczających: zaprzestanie zazdrości (5, 29), zaprzestanie kradzieży (5, 30), nierozpoczynanie kłótni lub walki (5, 39), zadbanie o ojca (8, 21), podział (10, 34), powstrzymanie wykroczeń (18, 8).
Szczególną rolę uzyskują liczby, np. dwa, trzy, siedem: dwóch opętanych (8, 28), dwóch niewidomych (20, 29-34), dwóch fałszywych świadków (26, 60). Następnie – trzy grupy w genealogii (1, 12–17), trzy pojawienia się aniołów (1, 18 – 2, 23), trzy kuszenia (4, 1–11), trzy modlitwy (26, 39–44), trzy zaparcia się Piotra (26, 69–75). A także – siedem dni stworzenia, siedem próśb w modlitwie „Ojcze nasz”, siedem przypowieści w rozdziale 13, siedem chlebów i siedem koszy (15,34–37), siedem demonów (12,45), siedem „biada” przeciwko faryzeuszom (rozdział 23), przebaczać należy nie tylko 7 razy, ale 77 razy.
W tekście Ewangelii opisane są zwyczaje żydowskie, których autor nie objaśnia (np. obmycia rytualne – 15,2), również semickie terminy nie zawsze są wyjaśniane (np. raka).

### Septuaginizmy
Ewangelia zaczyna się od słów βιβλος γεγεσεως (Księga Rodowodu), zwrot stosowany jest w Septuagincie (Rdz 2, 4; 5, 1) i jest tłumaczeniem hebrajskiego sēper tôlĕdōt. Przypuszcza się, że może to być nawiązanie do pierwszej księgi Septuaginty.

### Szczególne terminy
Cechą charakterystyczną stylu Mateuszowego jest częste używanie τοτε (ponad 60 razy). Mateusz jako jedyny z Ewangelistów stosuje termin εκκλησια (16,18; 18,17), będący zapewne przełożeniem hebrajskiego kahal – zgromadzenie, wspólnota. W całym Nowym Testamencie tylko u Mateusza pojawia się jedyny raz wyrażenie: Jezus Galilejczyk. Termin „sprawiedliwość” występuje częściej niż we wszystkich pozostałych Ewangeliach, natomiast „sprawiedliwi” są wymieniani obok proroków – co jest typowe dla judaizmu – i charakteryzuje osobę szczególnie wierną wobec Prawa. Stąd wobec Jakuba określenie Sprawiedliwy. Wyrażenie „mały” jest bardzo charakterystycznym określeniem dla członków wspólnoty. Mały u ludzi, wielki u Boga.
Ocenia się, że cztery pierwsze rozdziały pisane są chronologicznie, rozdziały 5-13 tematycznie, rozdziały 14–28 ponownie według porządku chronologicznego. Domeną starożytnych biografów było to, ze ich materiał porządkowany był bardziej tematycznie, niż chronologicznie.

## Teologia

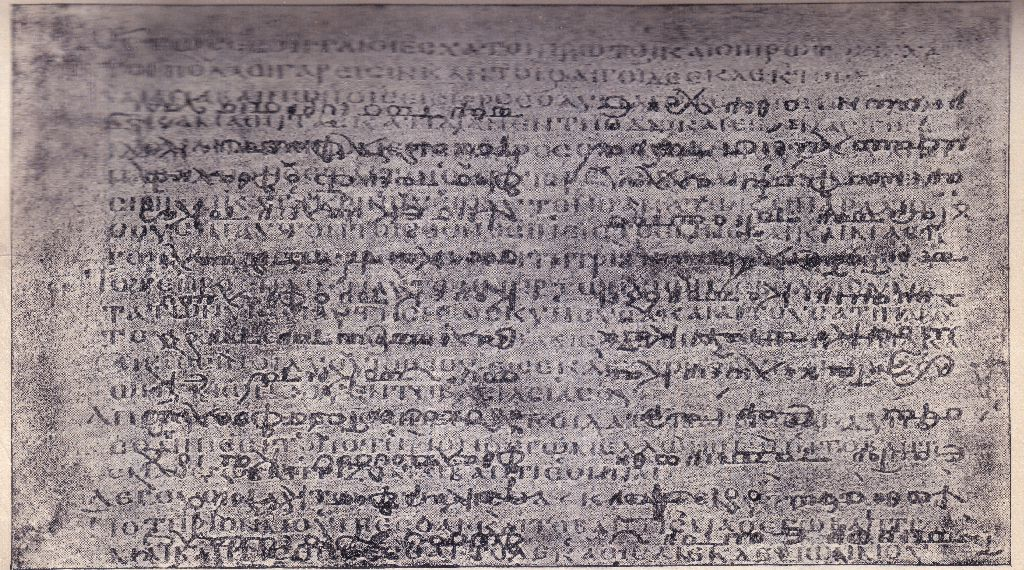
Ewangelia Mateusza 20,16–23 w Kodeksie Efrema

Myśl przewodnia tej Ewangelii sprowadza się do tezy, że w osobie, czynach, życiu i nauce Jezusa urzeczywistniły się proroctwa mesjańskie Starego Testamentu. Według Mateusza Jezus jest Mesjaszem, potomkiem Abrahama i spadkobiercą króla Dawida. Mateusz referując fakty z życia Jezusa często dołącza do nich teologiczną interpretację. Autor nie przywiązuje zasadniczej wagi ani do chronologii, ani do szczegółów geograficzno-topograficznych. Księga zawiera około 60 cytatów ze Starego Testamentu, tj. więcej niż w pozostałych Ewangeliach.
Jedną z głównych idei teologicznych Mateusza jest „królestwo Niebios” przedstawiane jako rzeczywistość już obecna. Królestwo Niebios oznacza wszechmocną interwencję Boga, który za pośrednictwem swego Syna ukazuje się jako Pan i Król świata. Cuda jakich Jezus dokonuje są manifestacją królestwa. Królestwo wzrasta jednak powoli, początki są skromne (przypowieść o ziarnku gorczycy), lecz w końcu zdominuje cały świat.
Chrystus określany jest przy pomocy tytułów „Syn Dawida” i „Syn Boży”, ponadto przyrównywany jest do „cierpiącego Sługi Jahwe” i „Nowego Mojżesza”. „Syn Dawida” występuje w Ewangelii Mateusza 9 razy i tylko dwa razy u Łukasza (zależny od Mateusza). Syn Dawida jest miłosierny, przynosi pomoc i zbawienie, łączony jest z cudownym uzdrowieniem chorych. Tytuł „Syn Boży” zaczerpnięty został z tradycji Kościoła w Palestynie i oznacza bóstwo Jezusa. Synostwo podkreślane jest również tym, że Jezus nazywa Boga Ojcem. Mateusz stara się wykazać, że Chrystus jest cierpiącym sługą Jahwe i bierze na siebie cierpienia ludzi (Mt 8,17). Chrystus jest również „Nowym Mojżeszem”. Wprawdzie Mateusz nigdzie nie nazywa Jezusa nowym Mojżeszem, ale zestawia Jego życie z życiem Mojżesza (zachodzą nawet zbieżności słowne), co jest szczególnie widoczne podczas kazania na górze (nawiązanie do góry Synaj), które wskazuje, że Jezus jest większy niż Mojżesz (Powiedziano przodkom – A Ja wam powiadam). Chrystus Mateusza w porównaniu z opisem Markowym jest mniej ludzki:
- nie współczuje (Mt 8,5; por. Mk 1,14)
- nie gniewa się (Mt 19,14; por. Mk 3,5)
- nie dziwi się (Mt 23,58; pot. Mk 6,6)
- krewni nie zarzucają, że odszedł od zmysłów (Mt 12,46; por. Mk 3,21)[85].

Wśród współczesnych biblistów dominuje pogląd, że Mateusz pisząc swą Ewangelię korzystał z tekstu Marka, poddając go retuszom. Zauważalna jest też odmienna od Markowej tendencja do kreowania idealnego obrazu tego, kim ma być uczeń Chrystusa (apostoł). Mateusz chciał w ten sposób wskazać jakich uczniów pragnie mieć Jezus.